# مورارانو چرومه
مورارانو چرومه (به لاتین: Morarano Chrome) یک منطقهٔ مسکونی در ماداگاسکار است که در آمپارافاراوولا واقع شده‌است. مورارانو چرومه ۴۲٬۱۴۷ نفر جمعیت دارد و ۷۸۷ متر بالاتر از سطح دریا واقع شده‌است.